# Marko Marinković
Marko Marinković (Beograd, 1964.) je srbijanski redatelj. Režirao je mnogobrojne filmove i seriju Moj rođak sa sela.

## Rana karijera
Marinković je redateljsku započeo s 24 godine u filmu Tijesna koža 3, gdje je bio pomoćnik redatelja Aleksandru Đorđeviću. Osim redateljstva, iskušao se i kao glumac u epizodnoj ulozi u seriji Dangube!, u kojoj je glumio redatelja.

## Filmografija
Redatelj
- Prokleta je Amerika (Kroz prašume Južne Amerike) (1992.)
- Istočno od istoka (1990.) - zajedno s Alešom Kurtom
- Kolibas (1996.)
- Ona voli Zvezdu (2001.)
- Kuća sreće (2003.)
- Crni Gruja i kamen mudrosti (2007.)
- Moj rođak sa sela (2011.)
- Doba Dundjerskih (2014.)
- Nemanjići — rađanje kraljevine (2017.)

Glumac
- Dangube! (2005.)

Pomoćnik redatelja
- Tijesna koža 3 (1988.)